# Grand Arrigan
Der Grand Arrigan (im Oberlauf nur Arrigan) ist ein Fluss in Frankreich, der in der Region Nouvelle-Aquitaine verläuft. Er entspringt im Gemeindegebiet von Saint-Boès, entwässert generell in nordwestlicher Richtung und mündet nach rund 24 km im Gemeindegebiet von Mimbaste als linker Nebenfluss in den Luy. Auf seinem Weg durchquert der Grand Arrigan die Départements Pyrénées-Atlantiques und Landes.

## Orte am Fluss
(Reihenfolge in Fließrichtung)
- Saint-Girons-en-Béarn
- Tilh
- Habas
- Mimbaste